# إدوارد سيريل مالون
إدوارد سيريل مالون هو قاضي وسياسي كندي، ولد في 17 يوليو 1937 في ريجاينا في كندا. حزبياً، نشط في Saskatchewan Progress Party ‏. وقد انتخب عضو المجلس التشريعي من ساسكاتشوان.